# Франо Геталдић—Гундулић
Франо Геталдић—Гундулић, познат и као Барон Франо Гондола (Дубровник, 8. август 1833 — Дубровник, 3. јул 1899) био је српски политичар из Дубровника.

## Биографија
Барон Франо Гундулић потомак је старе властелинске дубровачке породице Гундулић. Аустријска влада је доделила породици баронски наслов 1845. године.
Рођен је у Дубровнику 1833. године и будући да је био из племићке породице био је „најбрижљивије васпитан”. Франо је основну школу и гимназију завршио у Дубровнику. Најпре је био присталица Народне странке, а после Српске странке; био је заступник у Далматинском сабору 1883—1895. године. У зрелом добу био је учесник жестоких политичких борби у Далмацији. Када је градска управа Дубровника прешла у српске руке, он је од 1890. године до своје смрти био дубровачки начелник (председник општине). Пре тога био је члан више покрајинских комисија, те обављао различите службе у градској управи. Био је Витез Малтешког реда и носилац низа хабзбуршких одликовања. Позван је у аустријску великашку кућу 1884. године, где је припадао средњој странци. Тада је као стари племић постао и царски и краљевски коморник. За своје заслуге аустријски цар га је одликовао командирским крстом ордена Фрање Јосифа и аустријске гвоздене круне.
Године 1890, 85 година након овога догађаја, дубровачки начелник Франо Гондола измолио је од аустријске владе дозволу да се на Орланду вије застава Св. Влаха, државна, као успомена на прошлост (како се жуто-црвена државна застава Св. Марка вије о празницима на Цркви Св. Марка у Млецима).
Помиње се и као утемељилац пољоделске школе у Дубровнику.
Извршио је самоубиство 22. јуна 1899. године у Дубровнику, обесивши се о бандеру. Била је то последица политичке борбе са Хрватима, који су га хтели као аутономаша уклонити са начелничког места, те су га оптужили да је крао новац из градске благајне. Сахрањен је на Гробљу Св. Михајла (породична гробница) на Лападу (жупа Груж). Као последњи потомак те племићке породице није се женио.
Босанска вила је писала о њему.